# Pölöhsaari
Pölöhsaari är en ö i Finland. Den ligger i sjön Paloisjärvi och Kilpijärvi och i kommunen Idensalmi i den ekonomiska regionen  Övre Savolax ekonomiska region  och landskapet Norra Savolax, i den centrala delen av landet, 400 km norr om huvudstaden Helsingfors. Öns area är 1,1 hektar och dess största längd är 130 meter i sydöst-nordvästlig riktning.